# 근로자 (잡지)
《근로자》(勤勞者)는 조선민주주의인민공화국의 잡지이다.

## 설명
근로자는 조선노동당의 기관지로 《노동신문》과 자매지이다. 이 잡지는 1948년 10월에 김일성 국가주석의 지시로 창간했다. 1991년 11월부터 외국어로 판매하는 것을 막았는데, 그 이유는 조선민주주의인민공화국 정부에서 비밀이 새어 나갈까봐 수출하지 못하게 되었던 것이다.
종이 크기는 A4 복사용지 수준이며, 인쇄처는 평양종합인쇄공장, 출판하는 곳은 조선로동당출판사이다. 이 잡지의 내용은 김일성 국가 주석의 지시와 저서에서 발췌한 내용, 김정일 국방위원장의 지시와 저서, 노동당의 지시를 해설하는 글이다.